# Battaglia di San Cristóbal de las Casas
La battaglia di San Cristóbal de las Casas fu uno scontro armato avvenuto nell'omonima città tra gli zapatisti e il governo messicano, la battaglia segnò l'inizio del Conflitto nel Chiapas.

## Storia
Dagli anni 1980 e 1990, la politica economica del Messico si concentrò maggiormente sullo sviluppo industriale e sull'attrazione di capitali stranieri. Tuttavia, questa politica cambiò rapidamente per cercare di marcare il Messico come più una potenza agricola, che culminò nell'amministrazione del presidente Carlos Salinas de Gortari che iniziò un processo di privatizzazione della terra attraverso diversi emendamenti nel 1992, che misero il processo di determinazione della terra comunale sotto la giurisdizione federale. Poi, con l'approvazione del NAFTA che prevedeva la cancellazione dell'articolo 27 della costituzione del Messico, per il quale Emiliano Zapata lottò nella Rivoluzione messicana affinché le proprietà terriere comunali indigene fossero protette dalla vendita o dalla privatizzazione. Gli agricoltori indigeni, temendo la perdita delle loro terre, si rivoltarono contro il NAFTA e in seguito col supporto militare degli zapatisti dichiararono guerra allo stato messicano il 1º gennaio 1994, giorno dell'entrata in vigore del NAFTA.
Un gruppo di zapatisti armati presero d'assalto gli uffici del Centro di coordinamento della Procura della giustizia dello Stato, per entrare gambizzarono una delle guardie che riuscì a sopravvivere. Dopo aver occupato l'edificio accumularono tutto ciò che c'era e diedero loro fuoco. Contemporaneamente un altro gruppo di zapatisti presero d'assalto l'Hotel del Ville, sfondando le porte e utilizzando i mobili come barricate. In seguito a ciò ne scaturì una violenta battaglia con l'esercito messicano. Il giorno dopo, gli zapatisti lasciarono la città dopo 26 ore di occupazione dicendo di voler occupare anche altre città. La battaglia segnò l'inizio del Conflitto nel Chiapas.